# ISO 3166-2:GP
ISO 3166-2:GP – kody ISO 3166-2 dla Gwadelupy.
Kody ISO 3166-2 to część standardu ISO 3166 publikowanego przez Międzynarodową Organizację Normalizacyjną. Kody te są przypisywane głównym jednostkom podziału administracyjnego, takim jak np. województwa czy stany, każdego kraju posiadającego kod w standardzie ISO 3166-1. 
Aktualnie (2017) dla Gwadelupy nie zdefiniowano kodów dla podjednostek administracyjnych, natomiast Gwadelupa jako departament zamorski (terytorium zależne) wchodzący w skład Francji, ma dodatkowo kod ISO 3166-2:FR wynikający z podziału terytorialnego tego państwa FR-GP.